# 博加尼達河
博加尼達河是俄羅斯的河流，位於克拉斯諾亞爾斯克邊疆區，屬於赫塔河的左支流，由兩條支流匯合而成，河道全長366公里，流域面積10,700平方公里。